# كهف شيلوس
كهف شيلوس (بالقيرغيزية: Чилустун үңкүрү)‏ هو كهف ومنطقة محمية، يقع قرب اروان في قيرغيزستان، يبلغ طول الكهف الرئيسي 380 مترًا ويتكون من ثلاث حجر متصلة بممرات ضيقة ومتعرجة، طول كبراهن 85 مترًا وعرضها 40 مترًا وارتفاعها 20 مترًا، الكهف معروف منذ العصور القديمة ، والنقوش العربية على الجدران دليل على ذلك.